# 少女鮫
『少女鮫』（しょうじょざめ）は和田慎二の漫画作品。全10巻。

## 概要
過酷な環境に育ち、様々なサバイバル・戦闘技術を身につけた少女アル(R)こと涼子の物語。
1999年に最後の巻が出るが、ブルーハーツの『リンダリンダ』という曲で唐突に終わってしまうという異様なラストだった。これは著者と出版社との見解の相違などで無理やりに終わったことなど、後に漫画家野間美由紀のサイトの日記で詳細が記され、ネット上で論議を呼ぶ。実際、著者はこの連載以降、白泉社と決裂して「花とゆめ」で執筆をしておらず、のちに白泉社から作品の版権を引き上げているため、この作品を含めて白泉社レーベルのコミックスは全てが絶版となっている。
なお、題名は大沢在昌のハードボイルド小説『新宿鮫』のパロディであることがコミックス3巻の巻末に収録されている「『少女鮫』通信 Vol.3」で描かれている。

## あらすじ
ある女子高では、問題児ばかりが海に投げ捨てられ鮫に食い殺される事件が頻発していた。実は被害者はみな麻薬常習者であり、高校の中に売人がいたのだった。帰国子女である紫堂涼子（アル）はひょんなことから麻薬組織に巻き込まれるが、最終的に親友をひとり喪いながらも組織を壊滅させることに成功した。

### 過去
10年以上前。幼い涼子は主治医・石動に連れられて病院から逃げ出し、石動の叔父・紫堂貴広に引き合わされる。貴広は傭兵隊長として戦場を渡り歩いており、当初は涼子の引取りを渋ったが、石動の説得で彼女を養女にする。そこから涼子の戦場生活が始まった。
仲間たちとの命懸けの仕事。そこでアル（RYOKOのR）というあだ名を貰い、浮かれた涼子はふとしたミスからチームを危険に晒してしまい、自身が置かれた状況を身をもって知ることとなる。その後も危険と隣り合わせのさまざまな任務をこなし、命の危機に晒されたこともあったが、それらをなんとか乗り越えて涼子は成長していく。そんなある日、涼子は貴広に連れられてイタリアに渡る。そこで宿屋を経営するラウラに出会い、嫉妬心を覚えることもあったが、最終的には仲良くなるのだった。その直後涼子は、巨大な人食い鮫と対等に渡り合って倒し、アル・ザ・シャークという通り名を与えられた。
その頃、貴広は涼子の身体の異変に気付いていた。過酷な入院生活がトラウマとなっている涼子のために、親子での検査入院を決意する貴広。仲間たちも誕生日プレゼントとして、シャークマウスのペイントが施された護身用拳銃を与えた。そして彼らは銀狐の罠を潜り抜け、涼子の身体に隠されたウイルスの存在を知ることとなった。それは世界を支配できるほどの強力な可能性を秘めた未知のウイルスであり、身体疾患を完全に治癒させる代わりに副作用としての“変化”をもたらしうるもの。貴広は、涼子が幼くして日本を追われた意味を改めて知ったのだった。
その後も貴広のチームはさまざまな任務をこなしていき、涼子は依頼の成功率を格段に上げる「幸運の女神」として傭兵界にあまねくその名を知られることになる。あるとき任務中に人食い虎に襲われた貴広は、その虎を絞め殺すほどの涼子の変化の凄まじさを目の当たりにし、彼女を守るために引退を決意する。かねてから惹かれあっていたラウラともついに結婚し、3人はしばし幸せな時間を送る。涼子12歳のときであった。
ところがそれは長くは続かなかった。ラウラの妊娠が発覚した頃、貴広のかつての宿敵・銀狐が涼子の身体に眠るウイルスの存在をかぎつけ、襲撃してきたのだった。3人と村の人々（かつてのレジスタンス勢力）は団結して武装し、立ち向かう。しかし奮戦の甲斐なく多くの民間人が犠牲となり、ラウラも凶弾に斃れた。涼子が自らの“変化”をコントロールできるようになったのを見届け、貴広は傭兵復帰を決意、涼子には祖国に帰るよう薦めた。涼子16歳であった。

### 現在
日本に戻った涼子は、高校内部の麻薬売買組織を壊滅させたり、ゲリラに囚われたかつての仲間を助けに行ったりと活躍する。そんなある日、涼子はかつて自分と同じ病院に入院し同じウイルスを投与された少年・風間春彦と出会う。そうとは知らず惹かれあうふたり。しかし彼らの前に最後の敵が立ち塞がる。それはかつてふたりが入院していた病院の院長で、例のウイルスの発見者・久須美であった。彼は自らにウイルスを投与し、涼子と同じ変化を意図的に引き起こせるようになっていた。
そのころ、バチカンでは世界中の裏・表の世界をとわず要人達が集められていた。集められた彼らが聞かされたことは、かつて恐竜達が滅びたことが偶然ではなく、遺伝子内に刻み込まれていた必然の滅びであったこと、そしてその因子は人類の中にもあり、滅びのときはそう遠くないというものであった。
涼子は春彦や貴広、かつての仲間たちとともに久須美の陰謀を阻止しようと、空母を模したアジトに乗り込む。しかし戦いによって仲間とは離れ離れになり、久須美を倒せたものの春彦も貴広も命を落とした。そしてついに浸水がはじまり、沈んでいくアジトにひとり取り残された涼子は、友人とともに歌う約束をしていた「リンダリンダ」を命の限り歌い続けた。

## 登場人物

### 紫堂親子
紫堂 涼子（しどう りょうこ）（アル）
主人公の少女。日本人だが外国で育った期間が長いため、高校生になっても日本語は片言。北海道での震災孤児で、心臓疾患を抱えており引き取り手もいなかったためそのまま久須美病院で育てられたが、実際には新薬の人体実験に使われる「噛ませ犬」であった。そのため入院や病院がトラウマとなっている。入院中は外出できず、人形のメイを外界との媒介に使っていた（のち、貴広に壊された）。貴広に引き取られてからは彼を父と呼んでいるが、実際には血縁関係の無い養親子関係。貴広に連れられて戦場を飛び回り、麻薬に侵されたり命を狙われたりしながらも生き延びていく。
実は彼女の身体にはクスミ＝ウイルスが隠されていた。ウイルスの作用によって心臓疾患は消えたが、同時に全身の筋力が大幅に上がる（最大筋力が恒常的に出せるようになる）“変化”を起こす身体となる。初めはこの変化を「愛するものを喪う」という危機感に駆られたときに衝動的に起こしていたが、次第にコントロールできるようになった。同時に「愛するもの」が増えていった（初めはメイ、次に貴広。最後は村の人々や日本の親友にまで拡大）。
メイ
涼子の人形。入院生活のために外界に出られない彼女のために石動が用意したもので、涼子はメイを介して外界と接触していた。その頃、事情を知らない別の医師にメイを取り上げられそうになり変化の兆候を示したらしい。戦場にも連れて来ていたが、涼子がメイを敵の行動範囲に置き忘れたためにチームが危険に晒され、怒った貴広によって涼子の目の前で壊された（石動によればすでに愛情が貴広に移行していたため、このとき変化は起こらなかった）。
紫堂 貴広（しどう たかひろ）（シドー）
涼子の養父。サングラスと髭がトレードマークの傭兵隊長。部下からは守銭奴と呼ばれているが、実際には誰よりもメンバーを気遣っており、チームを危険に晒す者・調和を乱す者はたとえ涼子でも容赦なく制裁を加える（とは言っても涼子の場合はお尻を叩かれる程度）。涼子が砂漠にいるときには自分も一切水を飲まなかったり、涼子が麻薬中毒になったことを誰よりも悔やんだり、と一挙一動に涼子への愛情がにじみ出てしまう。
自らの命が危険に晒される状態では涼子の変化を止める事ができないと判断し、自身の大怪我を機に傭兵を引退。ラウラと結ばれたが、4年ほどでその幸せを壊され、再び戦場に戻る。涼子との再会を果たした直後久須美のアジトに乗り込み、最後まで誇り高く戦い抜いた。

### 日本の人々
石動 克也（いするぎ かつや）
涼子の主治医で、貴広の甥。涼子を貴広に託した後もつねに涼子の安全と幸せを祈っている。ジュネーブで涼子の変化を調べるために、再び主治医となる。しかし、涼子をクスミウイルス被験者にした張本人でもある。
羽佐間 春彦（はざま はるひこ）
羽佐間財閥の御曹司。涼子と同じ心臓病を患い、クスミウイルスによって完治。しかし彼には変化は現れなかった。久須美の陰謀を止めるために戦い、命を落とした。
耀子・悦子（ようこ・えつこ）
涼子の日本でのクラスメート。「怪盗アマリリス」からのカメオ出演で、制服以外は容姿もまったく同じ。
映子（えいこ）
涼子の日本での初めての友達。麻薬中毒に陥り、涼子の救出も間に合わずに命を落とした。
来杉（きすぎ）
見た目どおりの問題児。高校内部での麻薬組織のリーダー格。実際には本人も中毒者。
亜優華（あやか）
涼子の同級生のスーパーアイドル。容姿は「怪盗アマリリス」のF・D・ナナとそっくり。

### 仲間
ビル・ホーク・シルバーの3人はチーム任務において必ず登場する。他のメンバーは適宜合流・参加する。
ビル・マクガイヤー（ビル）
ナイフ投げの名手でプレイボーイ。いつも帽子を被っている。貴広の引退後も傭兵を続け、チームリーダーになっていたがゲリラに囚われ、そのニュースを見た涼子たちに救出された。
ホーク・G・ウッド（ホーク）
考古学と生物学に詳しい。インディアンの血を引き、霊感が外れたことが無い。貴広の引退後は大学教授となり、助手と恋仲になりそうだったが、ビル救出のためにすべて放り出して日本にやってきた。
シルベスター・ホルスマン（シルバー）
力自慢。実家は農場を経営しており、大家族である。ビル救出のために日本へとやってきた。
バルド
潜水担当。髭面で強面だが優しい。久須美のアジトにも関係したらしい。
チコ
黒人の部下。貴広がいかに涼子を気遣っているかを目の当たりにしてきた。
キュアン
鮫ハンター。巨大な鮫を倒した涼子にアル・ザ・シャークの通り名を与えた。
エスメル大佐
女性の軍幹部。貴広に密かに思いを寄せていた。
スカラベ
依頼されたものなら何でも取り寄せて揃える、文字通りの「何でも屋」。貴広の傭兵デビューから見守っていた老人。貴広の引退後は店仕舞いし、日本で衣料雑貨「甲虫屋」を開いていた。奇しくもそれは涼子の家や高校のすぐ近くだった。ビル救出後に行き先の無くなったホークとシルバーを下宿させた。
クレオパトラ
いかなる時にも声を出さないように声帯を手術され、偵察用の訓練を受けた「鳴かない猫」。銀狐の犬に噛み殺され、涼子の変化のきっかけを作った。
イレギュラーズ
涼子が貴広の代理として（勝手に）教育しに行った新米兵たち。軍の画一的訓練についていけず「はみ出し者」の烙印を押されていた。しかし涼子は、それぞれの長所を伸ばしながら応用の利く訓練を施して彼らを一流部隊に仕立て上げた。
イプシロン
カトリック系の組織に属し、クスミウイルスとその保持者を監視するために涼子たちに接触した。仲間の一人として久須美のアジトに乗り込んだが、罠によってウイルスに感染し、死亡。

### 敵
泥部隊
雨の中を行軍し、雨によってすべての痕跡を消すといわれる幻の部隊。涼子は彼らの目と鼻の先に取り残されたが、機転によって難を逃れた。
カノン
文学を愛する、冷徹な麻薬王。涼子は「朗読を聴く」という名目でカノン邸への立ち入りを許されたが、逆に罠にかかって麻薬中毒にされてしまった。最後は殺人罪によって逮捕された。
銀狐（ミハイル・フェルガー）
貴広とは傭兵訓練学校時代からのライバル。軍人としては有能だが必ずしも人道的ではない。涼子の身体のクスミウイルスを狙って村を襲ったが、涼子によって殺された。
久須美 映次（くすみ　えいじ）
クスミウイルス発見者。久須美病院副院長（10巻では院長）。ウイルスによる変化の効果を利用して世界征服を企んだが、涼子によって倒された。

### その他
ラウラ
紆余曲折を経て、貴広の妻（涼子の義母）となった宿屋の女将。一見ごく普通のイタリア女だが、レジスタンス村の生まれで拳銃の扱い方を教わっているため、自衛はできる。涼子の“変化”を気遣い、一時は避妊リングを入れていたが、涼子の成長に伴って貴広との子供を持つことを決意。しかし妊娠が発覚してまもなく銀狐の凶弾に斃れ、お腹の子供もろとも死んでしまった。
ちなみに、髪を下ろしてセーラー服を着せると、「超少女明日香」の明日香（変身後）になることが単行本収録のメイキングで実証されている。
ウォルカさんとおじいさんたち
レジスタンス村のおじいさんたち。彼らのアイドルであるラウラに近づく貴広を初めは警戒していたが、後によき友人となる。銀狐に抗戦したが、奮戦の甲斐なく亡くなる。
マルコ（マルゴット）
涼子がジュネーブで入院したときの担当看護師。貴広が祭りの射的で当てた巨大なテディベアは涼子から彼女に譲られた。
キャサリン
ジュネーブ警察の女性警察官。ホークにベタ惚れ。

## 用語
クスミ＝ウイルス
久須美映次によって発見された新種ウイルス。手に入れれば世界征服も夢ではないとされるほど強力な切り札。身体疾患を完全に治癒させる反面、最大筋力を恒常的に出せるようになる“変化”が副作用として起こることがある。
初めにこのウイルスに接触したのは座礁潜水艦の乗組員4人で、うち3人は発見時に既に死亡。残るひとりは風邪を引きながら生存していた。3人の遺体を検査したところ、外傷が無いのに内臓破裂や筋肉の肥大が起きており、唯一の生存者も風邪が治ると同じ死に方をした。
当時久須美の部下であった石動は、「唯一の生存者はウイルスの所為で風邪を引いたのではなく、風邪を引いていたからこそウイルスの劇的な作用を受けなかったのではないか」と考えた。それを立証するため、不治の心臓病を抱えた涼子もウイルス投与実験の被験者にした。
石動の仮説は正しかった。涼子は生存したばかりでなく心臓疾患まで消え、その一方で健康体の被験者はみな内臓破裂などを起こして死亡した。そして極秘裏に、涼子と同じ心臓病を抱えていた風間財閥の御曹司・春彦にもクスミ＝ウイルスは投与された。ただし涼子と違って、彼には“変化”は現れなかった。
研究結果を嬉々として学会に発表する久須美。しかし人道的・宗教的見地から問題視され、ウイルスの存在は無かったことにされてしまった。クスミ＝ウイルスの研究内容を抹消するために公安まで動き出し、必然的にウイルス保有者である涼子も命を狙われ、涼子は石動によって貴広に引き合わされた（このとき貴広が帰国していたのは、公安の依頼で久須美病院を潰すため）。春彦は極秘裏に治療を受けていたので、公安に追われることは無かった。
“変化”
クスミ＝ウイルスの副作用。最大筋力を恒常的に出せるようになる。涼子の変化が最初に起きたのは6歳・戦場でクレオパトラを喪ったとき、と思われていたが実際にはもっと幼い頃に病院で兆候を示していた。また12歳にして、体重300キロはあろうかという人食い虎を絞め殺し、怪我ひとつ負わなかった。
久須美もまた同様の変化・コントロールを行えるが、春彦には変化は現れない。発現の理由は不明。

## 単行本
白泉社刊
1. 『少女鮫始動』 - 1996年8月。ISBN 978-4592111610
2. 1996年8月。ISBN 978-4592111627
3. 1997年4月。ISBN 978-4592111634
4. 『検診編』 - 1997年8月。ISBN 978-4592111641
5. 『久須見ウィルス編』 - 1997年11月。ISBN 978-4592111658
6. 『ふたたび戦場編』 - 1998年4月。ISBN 978-4592111665
7. 『地中海編』 - 1998年7月。ISBN 978-4592111672
8. 『孤島の戦い編』 - 1998年11月。ISBN 978-4592111689
9. 『日本編』 - 1999年5月。ISBN 978-4592111696
10. 『さらば少女鮫』 - 1999年8月。ISBN 978-4592111702